# Karl Alexander von Ungelter
Karl Alexander Freiherr von Ungelter (* 12. Juni 1866 in Wien; † im 20. Jahrhundert) war ein deutscher Landrat.

## Leben
Nach dem Studium der Rechtswissenschaften legte Karl Alexander Ungelter 1892 sein zweites juristisches Staatsexamen (früher Staatskonkurs) ab und wurde Bezirksamtsassessor in Waldmünchen. 1902 wechselte er in gleicher Funktion zum Bezirksamt Günzburg. Am 17. Dezember 1908 wurde er zum Bezirksamtsvorstand (ab 1939 Landrat) in Kemnath in der Oberpfalz ernannt. In diesem Amt blieb er bis zu seinem Wechsel nach Schongau am 1. März 1916. Zum 1. Oktober 1928 wurde er unter Anerkennung seiner Dienstleistung in den Ruhestand verabschiedet.
Am 12. Dezember 1915 wurden ihm Titel und Rang eines Regierungsrats verliehen.
Von Ungelter war bayerischer Kämmerer.